# Atomkoffer
Als Atomkoffer (auch Nuclear Football) werden jene Systeme bezeichnet, über die die Präsidenten der USA, Frankreichs und Russlands den Einsatz von Atomwaffen autorisieren können. Das russische System wird auch Tscheget (russisch чегет) genannt. Gesicherte Informationen zu Details wie Aufbau und Leistung sind wegen der streng geheimen Einstufung der Systeme nur bedingt verfügbar.
Der Atomkoffer wurde während der Eisenhower-Regierung erstmals in den USA eingeführt und infolge der Kubakrise weiterentwickelt, um zu gewährleisten, dass nur der durch die Verfassung legitimierte militärische Oberbefehlshaber (i. d. R. der Präsident) einen Atomschlag befehlen kann.

## USA

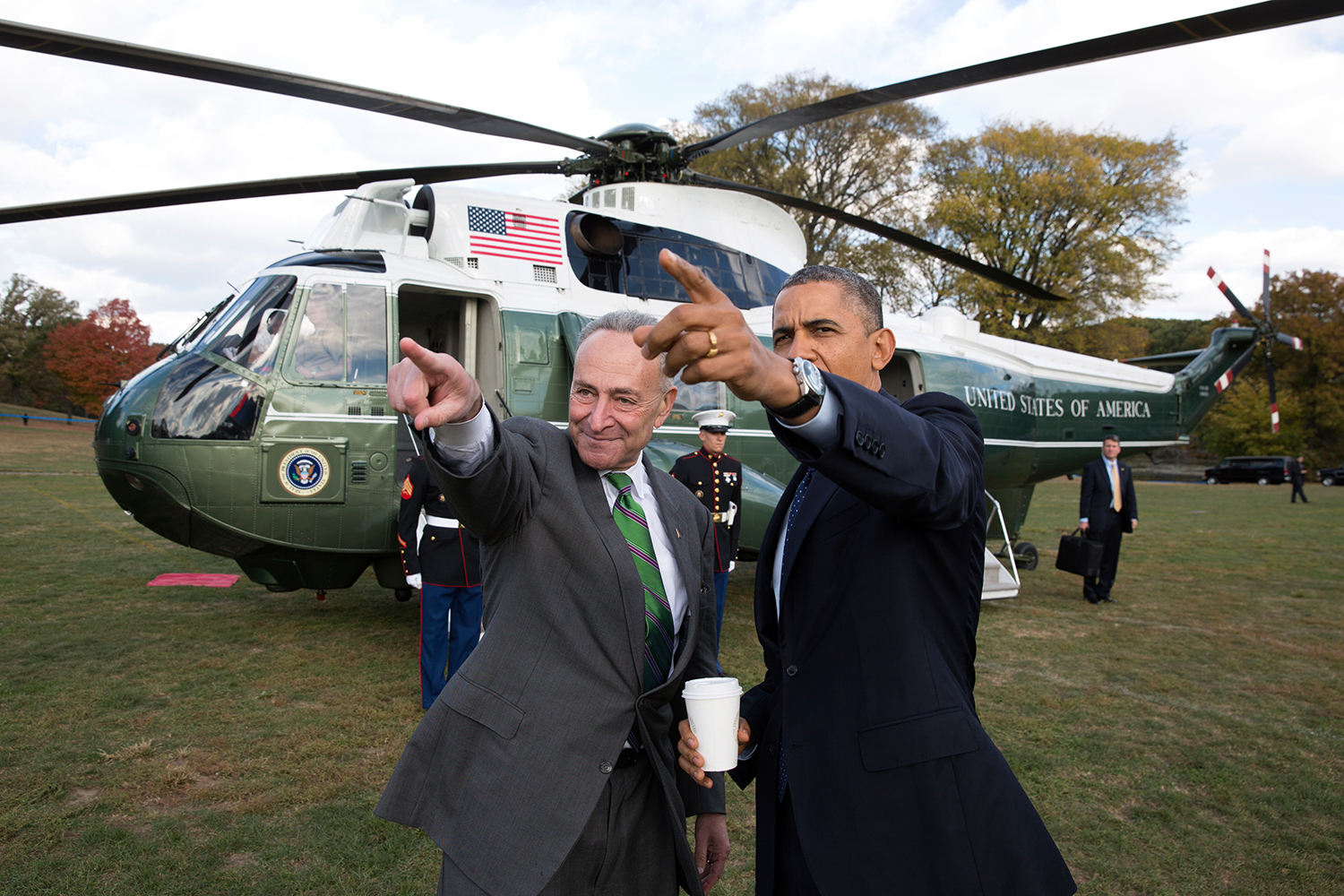
Präsident Obama und Senator Schumer, 2013. Der Adjutant mit Atomkoffer steht hinten rechts.

Der Atomkoffer, in den USA vorwiegend als nuclear football, nur football oder als President’s emergency satchel (dt. „Notfallranzen des Präsidenten“) bezeichnet, ist ein speziell ausgestatteter schwarzer Aktenkoffer der Marke Zero Halliburton, der im Ernstfall vom Präsidenten der Vereinigten Staaten benutzt werden kann, um den Einsatz von Nuklearwaffen zu autorisieren. Gedacht ist er als Möglichkeit für den Präsidenten, weit entfernt von den befestigten Kommandozentren wie zum Beispiel dem Weißen Haus, eine ortsunabhängige, abhörsichere Verbindung zu Mitgliedern des Nationalen Sicherheitsrates aufbauen, die Lage beraten und zeitnahe Einsatzbefehle – unter anderem für Kernwaffen – erteilen zu können.

### Inhalt
- Das „Black Book“, ein Verzeichnis aller nuklearen und nicht-nuklearen Angriffspläne, die nach dem jeweilig geltenden US-Einsatzplan (Single Integrated Operational Plan – SIOP,[5] Operations Plan 8044 – OPLAN, vgl. Global Strike) verfügbar sind. Diese reichen vom Einsatz eines einzelnen Marschflugkörpers bis hin zum interkontinentalen Atomkrieg.[6][7] Erstellt wird das Black Book vom United States Strategic Command.
- Die Emergency Action Messages (EAM) – auch „Go Codes“ genannt – mittels derer die im „Black Book“ enthaltenen unterschiedlichen Angriffspläne befohlen werden können.[8] Die EAMs werden von der National Security Agency bereitgestellt.
- Ein Verzeichnis namens „Emergency Procedures White House“, das Handlungsanweisungen und Hilfestellungen in Notfällen aller Art umfasst. Es wird vermutet, dass dieses Verzeichnis Maßnahmen zur Sicherung des Fortbestandes der Regierung (Nachfolgeregelungen, Notfallbefugnisse usw.), der Erläuterung des Emergency Broadcast Systems sowie ein Verzeichnis der Standorte sicherer Atombunker auflistet.[6]
- Ein abhörsicheres Telefon.

Entgegen der allgemeinen Meinung enthält der Koffer nicht die Autorisierungscodes des Präsidenten, sondern nur die „Go Codes“ für unterschiedliche Angriffsoptionen. Die „Gold Codes“, mittels derer sich der Präsident als Oberbefehlshaber gegenüber den Streitkräften identifiziert, um in Folge etwaige „Go Codes“ autorisieren zu können, trägt der Präsident in Form einer Plastikkarte in der Größe einer Kreditkarte (genannt „Biscuit“) am Körper.

### Funktion
Der Nuclear Football ist ein mobiles Lagezentrum, das es dem Präsidenten ermöglicht, sich an jedem Ort der Welt und zu jeder Zeit über die Situation im Falle einer substantiellen Bedrohung der nationalen Sicherheit zu informieren, Optionen zur Verteidigung sowie etwaige Angriffspläne durchzugehen und erforderlichenfalls Befehle zur Durchführung von Militärschlägen, einschließlich des Einsatzes von Kernwaffen, zu geben. Nach Meinung von Experten würde sich der Präsident im Fall der Fälle zusammen mit dem für den Nuclear Football verantwortlichen Adjutanten zurückziehen, um den Koffer zu öffnen. Der Adjutant würde in Folge eine Telefonkonferenz mit dem US-Verteidigungsminister sowie dem Vorsitzenden der Joint Chiefs of Staff initiieren und den Präsidenten bei der Analyse der Lage beraten sowie etwaige Angriffspläne anhand des „Black Books“ für den Präsidenten erläutern.
Entsprechende Befehle („Go Codes“) würden dann, nachdem sich der Präsident mit Hilfe seiner persönlichen Autorisierungscodes („Gold Codes“) identifiziert hat, an den Vorsitzenden der Joint Chiefs of Staff im National Military Command Center (NMCC) weitergegeben und von diesem an die ausführenden Offiziere.
Nur der Präsident kann den Einsatz von Nuklearwaffen anordnen.
Der Nuclear Football wird von einem der fünf (einer für jede Teilstreitkraft) Adjutanten des Präsidenten getragen, der sich stets in unmittelbarer Nähe des Präsidenten aufhält, solange dieser außerhalb des Weißen Hauses ist. Die Adjutanten sind Offiziere des US-Militärs der amerikanischen Besoldungsgruppe O-4 (entspricht Major) oder höher. Alle Adjutanten haben die umfassendste Sicherheitsüberprüfung der USA durchlaufen (Yankee White) und sind immer bewaffnet.

### Geschichte
Die heutige Form des Nuclear Football ist eine Folge der Kubakrise. Präsident Kennedy war sehr besorgt darüber, dass der Vorsitzende der Vereinigten Stabschefs die Möglichkeit besaß, einen Nuklearangriff zu autorisieren, ohne dass der Präsident darüber informiert wurde. Außerdem wäre der Präsident im Fall eines Zusammenbruchs der Kommunikationssysteme nicht mehr in der Lage gewesen, einen Atomschlag zu befehlen. Daher wurden alle Befehls- und Kommunikationssysteme im Football zusammengefasst. Die Grundlage für die Umstrukturierung ist ein National Security Action Memorandum, das ein Freischaltgerät für Nuklearwaffen vorsieht.

### Zwischenfälle
Bill Clinton verlegte während seiner Amtszeit über einen mehrwöchigen Zeitraum die persönlichen Autorisierungscodes. Die Karte konnte trotz intensiver Absuche des Weißen Hauses nicht mehr aufgefunden werden. Die Codes wurden daraufhin ausgetauscht.
Am 9. November 2017 ereignete sich in Peking beim Besuch des US-Präsidenten Donald Trump in China ein größerer Zwischenfall. Dem Adjutanten, der den Koffer bei sich trug, wurde von chinesischen Sicherheitskräften der Zutritt zur Halle des Volkes verwehrt, während sich Trump schon in dem Gebäude befand. Es kam zu einem kurzen Handgemenge. Daraufhin rangen US-Sicherheitsleute einen chinesischen Wachmann nieder. Die chinesische Seite entschuldigte sich später für den Vorfall.

## Russland

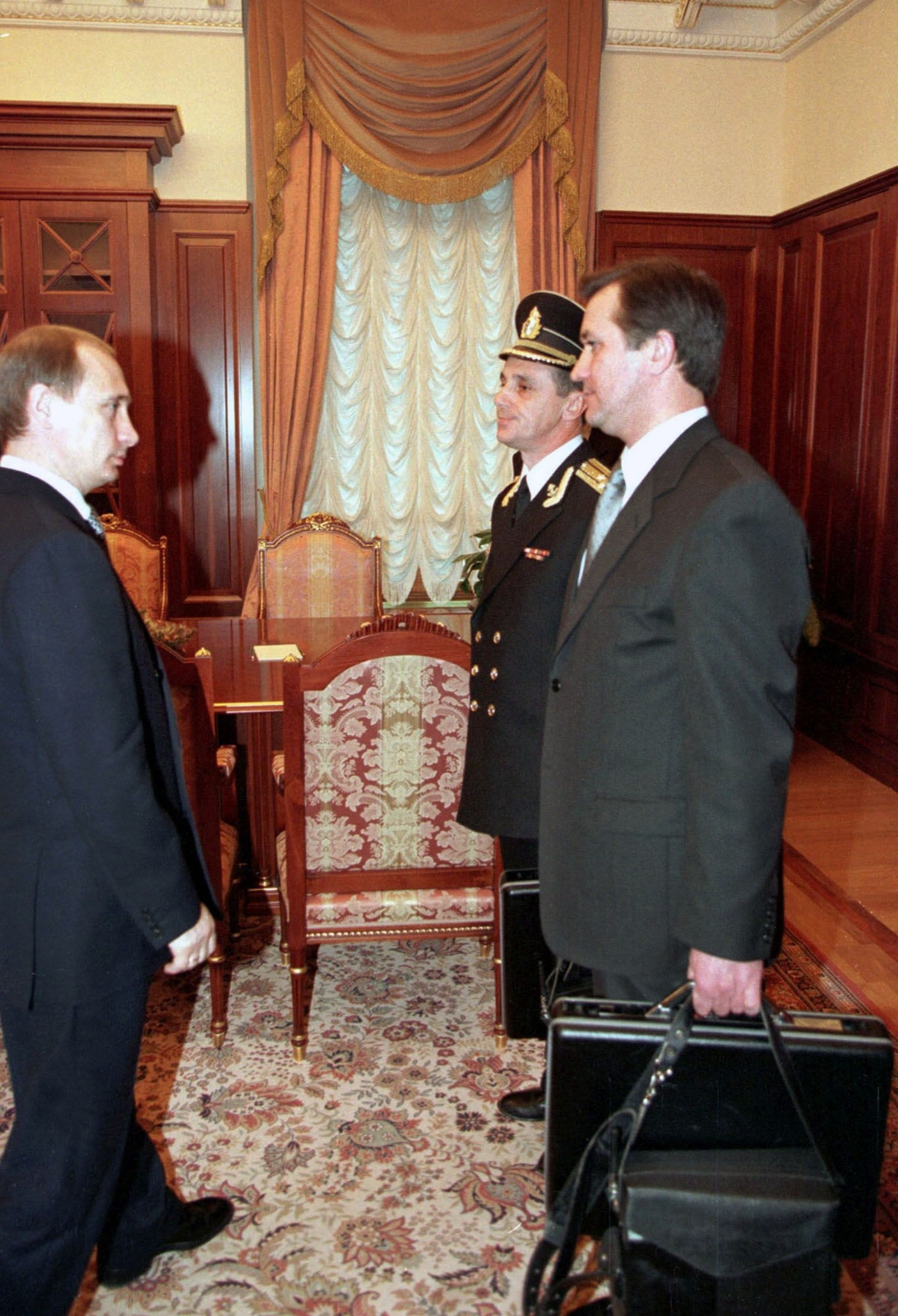
Präsident Putin erhält mit Amtsantritt einen Tscheget (31. Dezember 1999)

Das russische Pendant zum amerikanischen Nuclear Football wird als Tscheget (russisch чегет) bezeichnet. Je ein Tscheget ist dem Präsidenten sowie vermutlich dem Verteidigungsminister und dem Generalstabschef zugeteilt und dient diesen zur Autorisierung eines Nuklearschlages durch die Russische Föderation. Zum konkreten Autorisierungsprozess im Vorfeld eines Nuklearschlages gibt es keine gesicherten Quellen. Dabei gilt es als möglich, dass ein Nuklearschlag nicht nur durch den Präsidenten, sondern im Krisenfall durch jeden der vermuteten Tscheget-Nutzer im Alleingang befohlen werden kann. Nach dem russischen Überfall auf die Ukraine 2022 äußerte ein ehemaliger NATO-General, dass mindestens zwei der drei Koffer benötigt werden, um einen Nuklearschlag auszuführen.
Die Tschegets sind ein Teil des Kasbek-Systems und verfügen über eine Schnittstelle zum Kawkas-System. Dabei dienen die Tschegets als mobile Kommunikations- und Kommandostationen der vermuteten drei Oberbefehlshaber über das Nuklearwaffenarsenal, das Kasbek-System als Kommunikations- und Befehlsdistributionssystem aller strategischen militärischen Einheiten, sowie das Kawkas-System als hochsicheres Kommunikationssystem der politischen Führung.

### Geschichte
Beginnend mit dem militärischen Kommunikations- und Befehlsdistributionssystem Kasbek wurde Anfang der 1980er-Jahre in der Sowjetunion eine neue Infrastruktur zur Kontrolle der Nuklearwaffen geschaffen. Die das System ergänzenden Tschegets wurden erstmals 1984 unter Staats- und Parteichef Andropow in Dienst gestellt, um den Oberbefehlshabern einen ortsungebundenen Zugang zum Kasbek-System zu ermöglichen. In den 1990er Jahren folgte dann eine Erweiterung um das Kawkas-System, das die gesamte politische Führung Russlands sowie im Bedarfsfall auch die der verbleibenden Nuklearmächte der ehemaligen Sowjetunion in einem hochsicheren Kommunikationsnetz verbinden sollte.
Als Ergänzung zur Autorisierung durch die Oberbefehlshaber wurde in den 1980er-Jahren das Tote-Hand-System geschaffen, das einen voll- oder semiautomatisierten nuklearen Gegenschlag im Falle der Zerstörung aller Kommandozentralen sicherstellen sollte. Dessen heutige Einsatzbereitschaft ist ungeklärt.

## Sonstiges
In Filmen und Serien wie beispielsweise Salt, 24 oder Der Anschlag wird der Football in Form und Funktion meist fiktional überhöht und fern etablierter Fakten dargestellt.

## Filmdokumentation
- History Channel (2006): „The Nuclear Football“[23]